# Småstjärnorna
Småstjärnorna var en talangjakt i TV4 1995–2001 och 2003, där barn i åldrarna 5–10 år klädde ut sig till en känd artist och mimade till en låt, en variant av programmet Sikta mot stjärnorna. Småstjärnorna är svensk version av Mini-playbackshow, som började sändas i Nederländerna 1985. När den svenska programserien sändes var först Agneta Sjödin programledare, sedan Martin Timell (2000–2001) och slutligen Pernilla Wahlgren (2003). När programmet började sändas 1995 var det många som ville imitera rollfigurerna från Disneyfilmen Lejonkungen, som hade biopremiär 1994. I programmet fanns en jury bestående av två till tre personer som gav positiv feedback och utsåg vinnaren.
Några av barnen i Småstjärnorna är Amy Deasismont (som 8-åring, hennes första uppträdande), Linnea Henriksson, Benjamin Österlund, Alicia Vikander (som 8-åring), Isa Tengblad och Amanda.